# Большой Халуй
Большой Халуй — деревня в Каргопольском районе Архангельской области России. Входит в состав муниципального образования «Ошевенское».

## История
В «Списке населенных мест Российской империи», изданном в 1879 году, населённый пункт упомянут как деревня Халуй большой Каргопольского уезда (2-го стана), при речке Халуй, расположенная в 45,5 верстах от уездного города Каргополь. В деревне насчитывалось 39 дворов и проживало 298 человек (136 мужчин и 162 женщины). Функционировали православная часовня, две мельницы и семь кожевенных заведений.

В 1905 году население деревни Большой Халуй (Дальний Халуй) составляло 421 человек (202 мужчины и 219 женщин). Насчитывалось 82 двора и 80 семей. Имелся скот: 96 лошадей, 108 коров и 231 единица прочего скота. В административно-территориальном отношении село входило в состав Халуйского общества Ошевенской волости Каргопольского уезда.

## География
Деревня находится в юго-западной части Архангельской области, на левом берегу реки Халуй (бассейн Онеги), на расстоянии примерно 42 километров (по прямой) к северо-северо-западу (NNW) от города Каргополь, административного центра района. Абсолютная высота — 252 метра над уровнем моря.

### Часовой пояс
Большой Халуй, как и вся Архангельская область, находится в часовой зоне МСК (московское время). Смещение применяемого времени относительно UTC составляет +3:00.

## Население
| 2002 | 2010 | 2012 |
| ---- | ---- | ---- |
| 29   | ↘14  | ↘13  |

Национальный состав
Согласно результатам переписи 2002 года, в национальной структуре населения русские составляли 96 %.

## Достопримечательности
Часовня Илии Пророка  Объект культурного наследия № 2930553000   - Крупная деревянная шатровая часовня, обшитая тесом, построенная предположительно в XVIII веке. Представляет собой прямоугольный сруб, на котором установлен восьмерик с шатром. Над крыльцом возведена шатровая звонница. Внутри часовни сохранились росписи стен и неба.

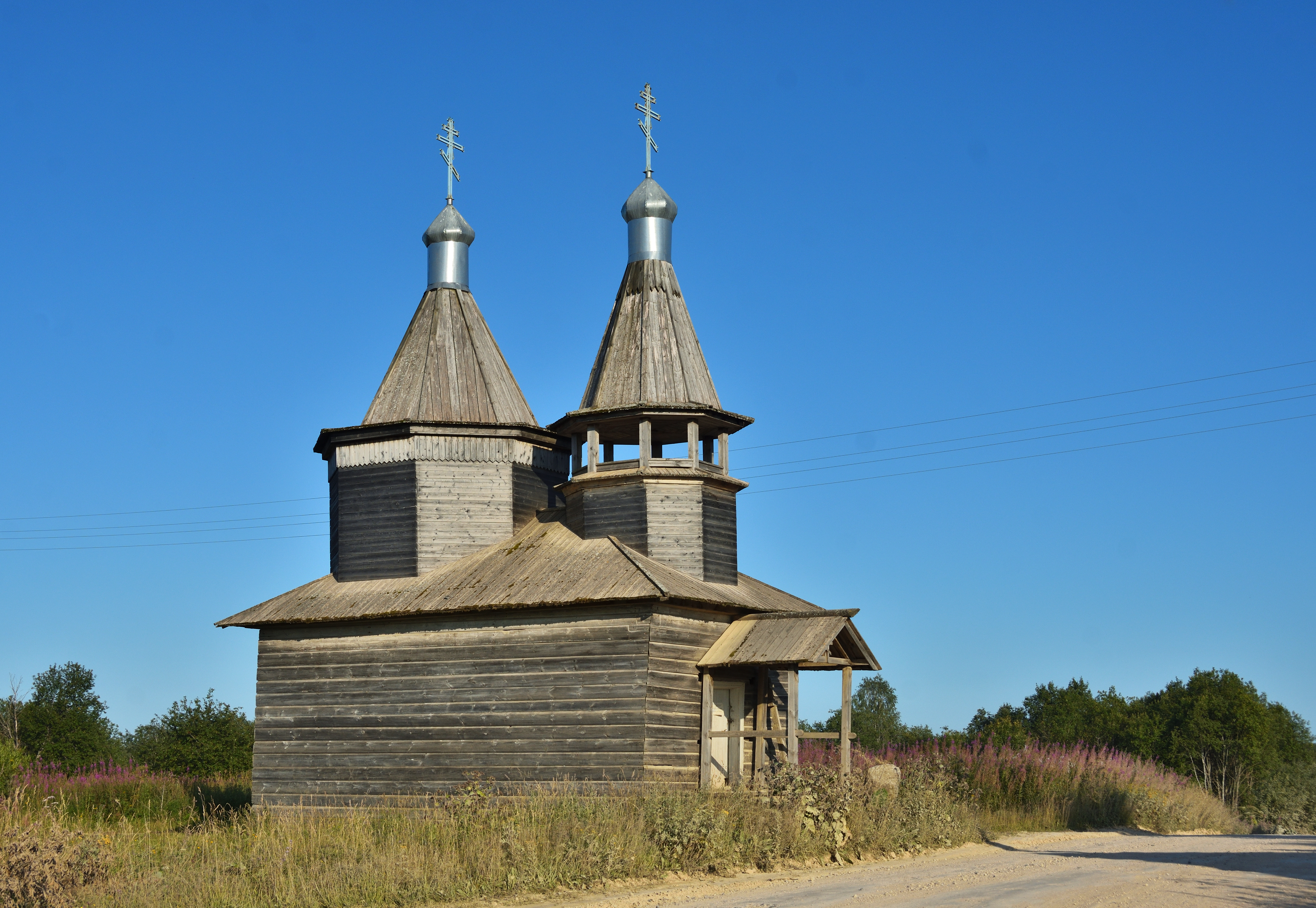